# Пирс-стрит

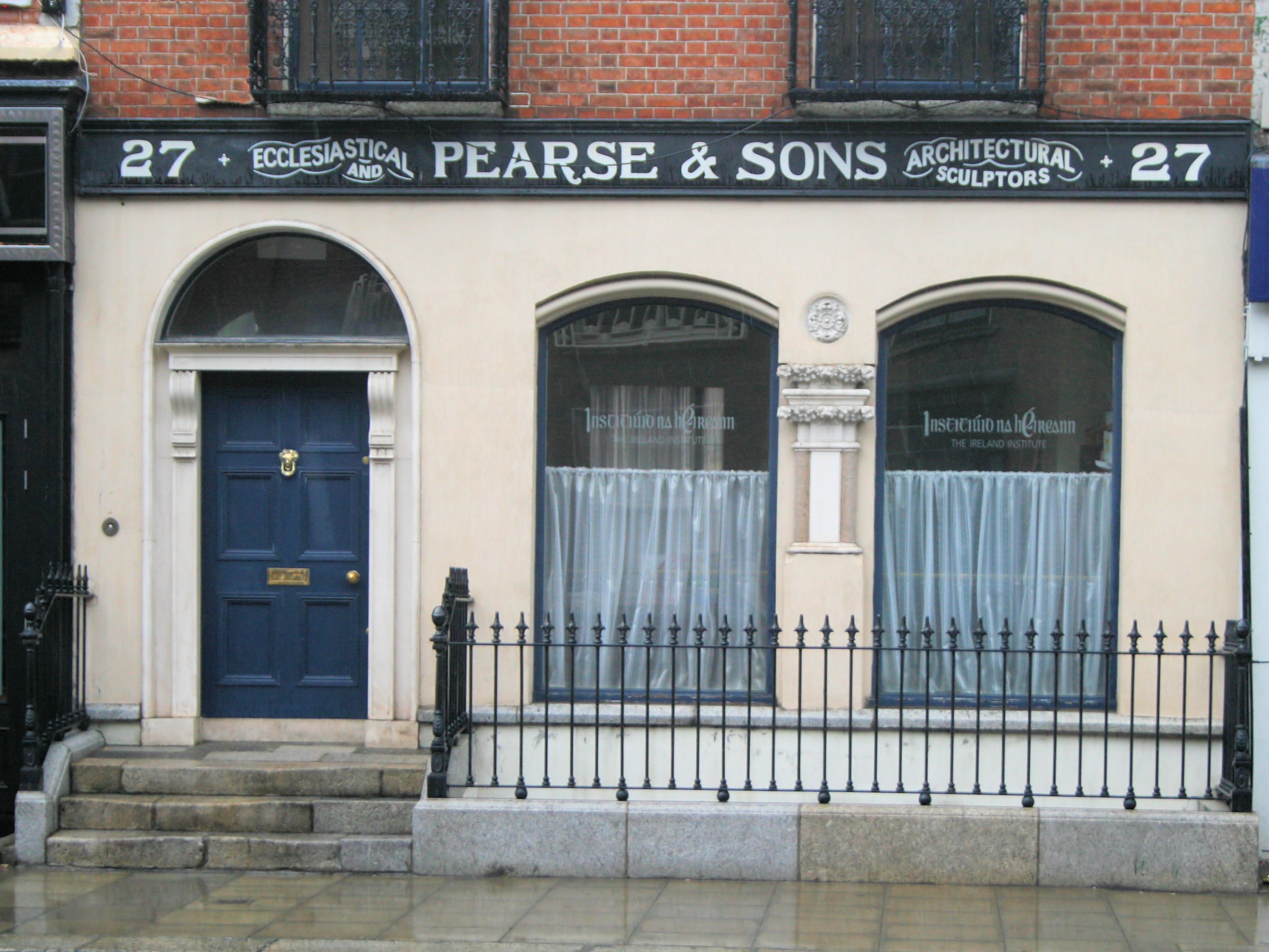
Дом № 27 по Пирс-стрит, в котором родились Патрик и Уильям Пирс.

Пирс-стрит (англ. Pearse Street, ирл. Sráid an Phiarsaigh) — одна из самых длинных улиц Дублина, названа в честь ирландских революционеров, братьев Пирс — Патрика и Уильяма, которые родились здесь. Изначально называлась Мосс-лейн, затем Грейт Брансуик-стрит.
Западная оконечность улицы пересекается с Колледж-стрит вблизи Таунсенд-стрит. Тринити-колледж здесь образует южную сторону улицы, а на северной стороне расположен полицейский участок. Продолжаясь на восток, Пирс-стрит пересекается с Тара-стрит в районе пожарной станции и отеля. Линия DART пересекает Пирс-стрит возле церкви Святого Марка, к востоку от неё находится бывший концертный зал, где 8 мая 1899 года состоялось первое представление пьесы У. Б. Йейтса «Графиня Кэтлин», а писатель Джеймс Джойс 16 мая 1904 года получил премию по вокалу от Feis Ceoil. В доме № 43 по Пирс-стрит ранее располагалось коммерческое училище, на пересечении с Ломбард-стрит — банк и паб, на пересечении с Вестленд-Роу — железнодорожная станция Пирс (ранее — вокзал Вестленд Роу) и напротив неё — Голдсмит-холл.
Далее на восток на улице располагается публичная библиотека, на первом этаже которой находится городской архив, после чего Пирс-стрит пересекает жилые кварталы, парк Пирс-сквер и доходит до перекрестка с Меккен-стрит, недалеко от дока Большого канала.